# Lupinus puracensis
Lupinus puracensis är en ärtväxtart som beskrevs av Charles Piper Smith. Lupinus puracensis ingår i släktet lupiner, och familjen ärtväxter. Inga underarter finns listade i Catalogue of Life.